# ولاد سيدي عبد الغياتي (ولاد حميد)
ولاد سيدي عبد الغياتي هو دُوَّار يقع بجماعة بومعيز، إقليم سيدي سليمان، جهة الرباط سلا القنيطرة في المملكة المغربية. ينتمي الدوّار لمشيخة ولاد حميد التي تضم 12 دوار. يقدر عدد سكانه بـ 920 نسمة حسب الإحصاء الرسمي للسكان والسكنى لسنة 2004.

## روابط خارجية
- البوابة الوطنية للجماعات الترابية
- المندوبية السامية للتخطيط